# Cal Tjader
Cal Tjader (16. července 1925 St. Louis, Missouri, USA – 5. května 1982 Manila, Filipíny) byl americký jazzový hudebník, hrající převážně na vibrafon, ale i na jiné nástroje, například na bicí, tympány, bonga nebo konga, ale i klavír. V roce 1980 za své album La Onda Va Bien získal cenu Grammy. V letech 1943–1946 působil v Armádě Spojených států amerických.